# Przesmyki (Litwa)
Przesmyki (lit. Tarpučiai) – kolonia na Litwie, w okręgu wileńskim, w rejonie wileńskim, w gminie Rzesza.

## Historia
W dwudziestoleciu międzywojennym zaścianek leżący w Polsce, w województwie wileńskim, w powiecie wileńsko-trockim, w gminie Podbrzezie. W 1931 miejscowość liczyła 11 mieszkańców, zamieszkałych w 1 budynku.
Po II wojnie światowej w granicach Związku Sowieckiego. Od 1991 na niepodległej Litwie.